# Комарська волость
Комарська волость — історична адміністративно-територіальна одиниця Маріупольського повіту Катеринославської губернії із центром у селі Комар.
Утворена наприкінці 1890-тих років виокремленням із Велико-Янісольської волості.
За даними на 1908 рік у волості налічувалось 2 поселення, загальне населення волості — 3907 осіб (1997 чоловічої статі та 1910 — жіночої), 681 дворове господарство.